# Jerzy Edwin Rose
Jerzy Edwin Rose (ur. 5 marca 1909 w Buczaczu, zm. 1 czerwca 1992 w Madison) – polsko-amerykański lekarz psychiatra, neuroanatom, bratanek i uczeń Maksymiliana Rosego. Profesor neurofizjologii University of Wisconsin-Madison.

## Życiorys
Syn Henryka Rosego, profesora gimnazjalnego w Buczaczu i w Przemyślu i Reginy Deiches. Studiował na Uniwersytecie Jagiellońskim, następnie specjalizował się w klinice Rosego w Wilnie. We wrześniu 1939 był razem z żoną w podróży; dzięki rekomendacji Ariënsa Kappersa otrzymał pracę w Phipps Psychiatric Clinic w Baltimore. Służył też w U.S. Army jako lekarz psychiatra.
W 1982 roku otrzymał Ralph W. Gerard Prize in Neuroscience.
Uczniami Rosego byli m.in.: Jay M. Goldberg, David J. Anderson, Lindsay M. Aitkin, Michael M. Merzenich, Ray W. Guillery.
Dwukrotnie żonaty, pierwsza żona Annelies Argelander (zm. 27 października 1980), druga żona Hanna Sobkowicz.